# Mirosław Gudz
Mirosław Artur Gudz (ur. 16 kwietnia 1980 we Wrocławiu) – polski piłkarz ręczny grający na pozycji obrotowego.
Jest wychowankiem Śląska Wrocław, w którym grał w latach 1997–2005. Przez następne dwa lata występował w Grecji, w Athinaikosie Ateny (2005–2006) i Diomidisie Argous (2006–2007). W latach 2007–2009 grał w Stralsunder HV, kolejne trzy lata spędził w HC Empor Rostock. W latach 2012–2015 występował w Stali Mielec. Jego trzecim klubem polskim będzie Zagłębie Lubin, w którym będzie grał od 2015 roku.